# Max Zihlmann

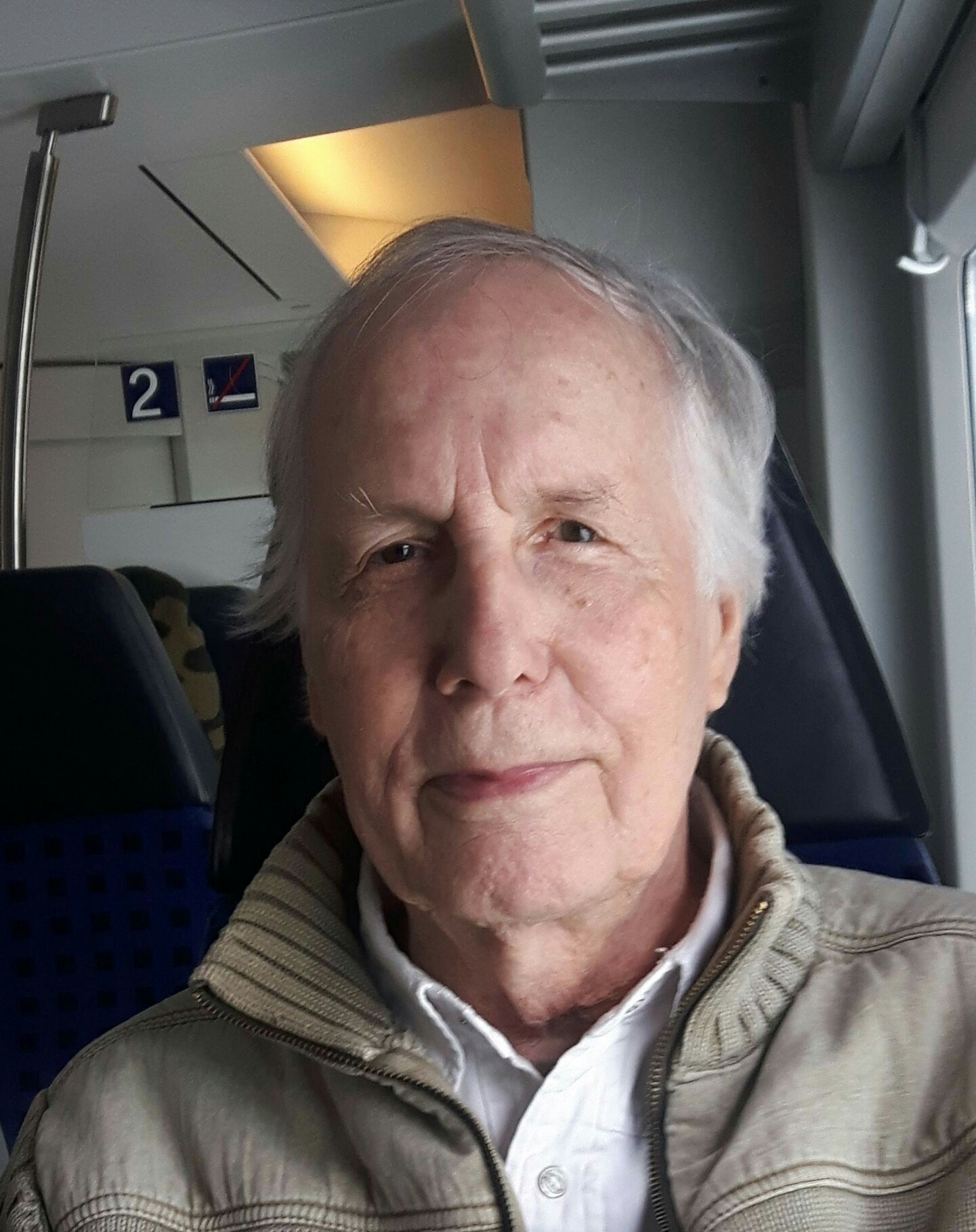
Max Zihlmann (2019)

Max Zihlmann (* 6. Februar 1936 in Luzern; † 12. März 2022 in München) war ein Schweizer Drehbuchautor.

## Leben
Zihlmann studierte nach der Handelsmatura in Luzern 1955 drei Semester Jura an der Universität Zürich. Im Herbst 1958 schrieb er sich an der London School of Film Technique ein. Hier blieb er ein Jahr und drehte seinen ersten Film The Thief.
1959 zog er nach München und arbeitete unter anderem als Lektor für den Kindler Verlag, schrieb einige Hörspiele und verfasste ab Mitte 1963 Filmkritiken für die Zweimonatsschrift Film.
Zu dieser Zeit lernte er Klaus Lemke und Rudolf Thome kennen. Bei Thomes Film Die Versöhnung führte er die Handkamera und beteiligte sich auch am Drehbuch, dem Schnitt und der Produktion. Nach der Inszenierung seines Kurzfilms Frühstück in Rom beschränkte er sich weitgehend auf seine Arbeit als Drehbuchautor für Lemke und Thome.
Diese um 1970 entstandenen Filme sind typische Zeitdokumente und symptomatisch für die zwischen Rebellion und Resignation schwankende damalige junge Generation. Immer wieder werden die Wunschträume der Filmprotagonisten mit der banalen Alltagswirklichkeit konfrontiert.
Als die Phase des Neuen Deutschen Films vorüber war, schrieb Zihlmann unter anderem für die Krimiserien Tatort, Faust und Ein Fall für zwei. 2021 erschien der Roman Ikonen weinen nicht.
Max Zihlmann war ab 1986 mit Eva Pampuch verheiratet und lebte in München. Er starb im März 2022 im Alter von 86 Jahren.

## Filmografie (als Drehbuchautor)
- 1958: The Thief (Kurzfilm, auch Regie)
- 1964: Die Versöhnung (Kurzfilm, auch Kamera, Schnitt und Co-Produktion)
- 1965: Nicht versöhnt (nur Darsteller)
- 1965: Frühstück in Rom (Kurzfilm, auch Regie und Co-Produktion)
- 1966: Stella (Kurzfilm)
- 1966: Duell (Kurzfilm)
- 1966: Drei (Kurzfilm)
- 1966: Der Brief (Darsteller)
- 1967: Galaxis (Kurzfilm)
- 1967: 48 Stunden bis Acapulco
- 1967: Negresco****
- 1969: Detektive (auch Darsteller)
- 1970: Rote Sonne
- 1970: Ein großer graublauer Vogel
- 1971: Supergirl – Das Mädchen von den Sternen
- 1971: Furchtlose Flieger
- 1972: Fremde Stadt
- 1972: Über Nacht (nur Idee)
- 1974: Ein bißchen Liebe
- 1982: Feuer und Schwert – Die Legende von Tristan und Isolde
- 1986: Tarot
- 1987: Smaragd
- 1991: Animals (Serie Tatort)
- 1993: Ein Ticket zum Himmel (Serie Ein Fall für zwei)
- 1994: Jagd auf Mephisto (Serie Faust)
- 1994: Heißes Geld (Serie Ein Fall für zwei)
- 1995: Schwurgericht (Fernsehreihe)

## Schriften
- Ikonen weinen nicht. Roman. Kiener Verlag, München 2021, ISBN 978-3-948442-34-7.